# Тине ван Ромпој
Кристине Франсине Вилхелмина (Тине) ван Ромпој (хол. Christine Francine Wilhelmina (Tine) Van Rompuy; Левен, Белгија, 28. август 1955) је белгијска политичарка, чланица Радничке партије Белгије и сестра Хермана ван Ромпоја.
Тине ван Ромпој ради као медицинска сестра. Помогла је при дизајнирању плаката на којем је њен брат приказан као кловн. Девиза њене партије је била Стоп циркусу у политици. Брат и сестра од тада не разговарају.
Била је кандидат своје партије на европским парламентарним изборима 2009.